# 布科維納

布科維納在奧匈帝國時期的旗幟

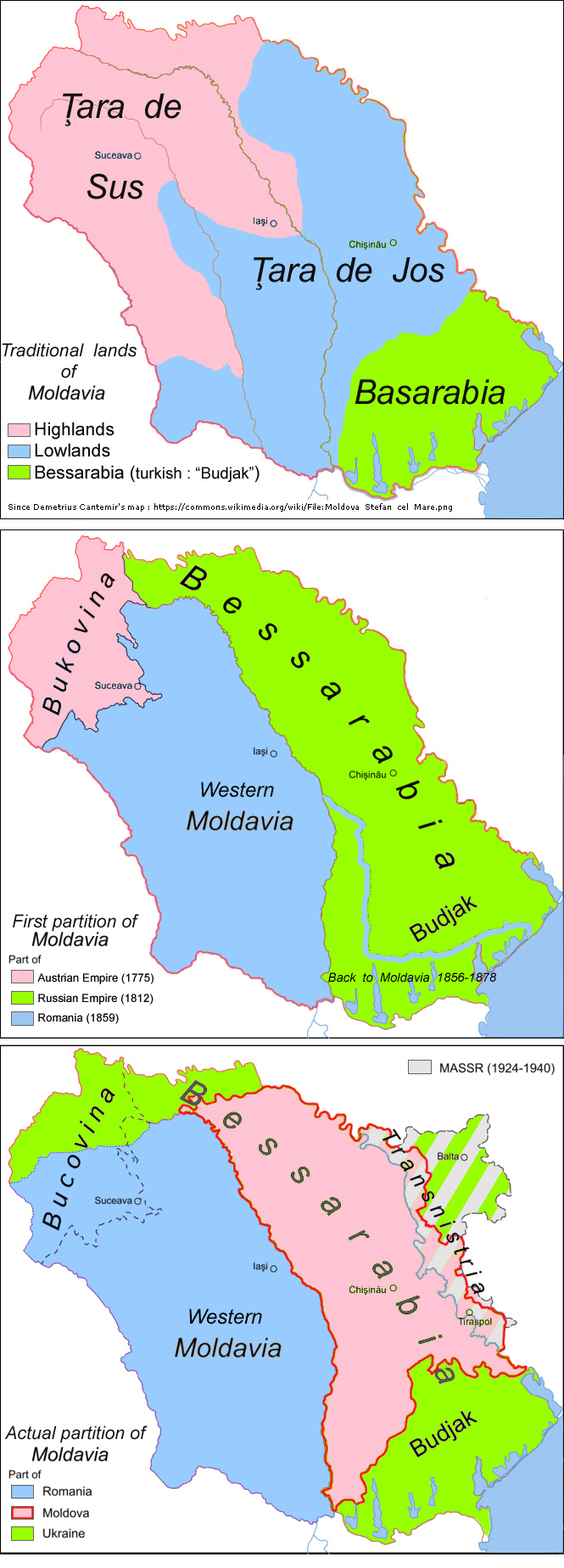
布科維納在摩爾達維亞內的位置圖(左上角“Bukowina”)

布科維納（羅馬尼亞語：Bucovina，羅馬化：Bukovyna，波蘭語：[bukɔˈvina] ⓘ）是東歐的一個地區，位于喀爾巴阡山脈和德涅斯特河之間。現在這一地區由烏克蘭和羅馬尼亞兩國分治。這一地區曾是摩爾達維亞公國的組成部分，後先後被奥斯曼土耳其帝國和奧匈帝國占領。第一次世界大戰後，布科維納全境被劃入羅馬尼亞境內。在第二次世界大戰中，北布科維納被蘇聯占領，成為今烏克蘭的一部分。現在該地北部人口以烏克蘭人為主，南部以羅馬尼亞人為主。

## 延伸阅读
- (PDF). Secaucus, NJ: Miriam Weiner Routes to Roots Foundation. 1999  [2020-01-01]. ISBN 978-0-9656508-0-9. （原始内容存档 (PDF)于2020-03-22） –Adapted by Dorcas Gelabert and Stephen Freeman.